# Marktmanipulation
Unter Marktmanipulation wird in der Wirtschaft die verbotene Einflussnahme von Marktteilnehmern auf die Marktentwicklung verstanden.

## Allgemeines
Die Marktmanipulation ist ein Teil der Wirtschaftskriminalität, der überwiegend durch Marktordnungen und Marktregulierung bekämpft werden soll. Die Marktmanipulation betrifft allgemein alle Marktarten, also Güter- (Teilmärkte: Konsumgüter- und Investitionsgütermarkt) und Finanzmärkte (mit den Teilmärkten Geld-, Devisen- und Kapitalmärkte). Der Gesetzgeber hat sich darauf fokussiert, vor allem die Finanzmärkte – und hier insbesondere die Börsen – vor Manipulation, also der gezielten, verdeckten und verbotenen Einflussnahme durch Wirtschaftssubjekte auf die Marktentwicklung, zu schützen. Diese Konzentration auf Finanzmärkte dient vor allem dem Anlegerschutz.
Ein Markt ist nur funktionsfähig, wenn die Markttransparenz für alle Marktteilnehmer erhalten bleibt, die Transformationsfunktion erfüllt werden kann, ausreichende Marktbreite und Marktliquidität besteht, keine Marktstörungen vorliegen und eine Markträumung stattfinden kann.

## Geschichte
Das Rechtsgebiet der Marktmanipulation unterlag – auch europarechtlich – erheblichen Änderungen. Den auf Aktienkurse beschränkten „Kursbetrug“ gab es in Deutschland bereits seit dem Inkrafttreten des ADHGB im Juli 1884, wonach die „betrügerische Absicht auf Täuschung …, um auf den Kurs von Aktien einzuwirken“, bestraft wurde (Art. 249d ADHGB). Diese Vorschrift ging in das seit Juni 1896 geltende BörsG über (§ 75 BörsG a. F.). Diese Rechtsnorm ging schließlich in § 88 BörsG a. F. auf und galt bis Juni 2002. Sie betraf lediglich die Tatbestände des Kursbetrugs und Prospektbetrugs durch unrichtige Angaben über kursrelevante Umstände, deren Absicht jedoch schwer zu beweisen war. Im November 2003 folgte die „Verordnung zur Konkretisierung des Verbotes der Kurs- und Marktpreismanipulation“ (KuMaKV), die im März 2005 durch die „Marktmanipulations-Konkretisierungsverordnung“ (MaKonV) konkretisiert wurde. Diese wurde wiederum im Januar 2018 aufgehoben. Zuvor gab es seit November 2007 die Vorschrift des § 20a WpHG a. F., der die Marktmanipulation erstmals zum Rechtsbegriff erhob. Sie wurde durch die Verordnung (EG) Nr. 2273/2003 vom 22. Dezember 2003 zur Durchführung der Richtlinie 2003/6/EG des Europäischen Parlaments und des Rates – Ausnahmeregelungen für Rückkaufprogramme und Kursstabilisierungsmaßnahmen ersetzt. Auch sie hatte nicht lange Bestand, denn ihr folgte die Marktmissbrauchsrichtlinie. Sie enthielt in Erwägungsgrund Nr. 12 den Hinweis, dass „Marktmissbrauch Insidergeschäfte und Marktmanipulation beinhaltet“. Heute gilt seit April 2014 die Verordnung (EU) Nr. 596/2014 vom 15. Mai 2014 über Märkte für Finanzinstrumente (Marktmissbrauchsverordnung, MMVO).

## Arten
Die Wirtschaftswissenschaft kennt informationsgestützte, handelsgestützte und handlungsgestützte Marktmanipulationen, die sich auch in der Rechtswissenschaft durchgesetzt haben. Informationsgestützte Marktmanipulation entsteht durch die Verbreitung von Gerüchten („unrichtige oder irreführende Informationen“), die gut ein Drittel aller Manipulationen ausmacht. Handelsgestützte Marktmanipulation umfasst alle Verhaltensweisen, bei denen durch Geschäftsabschlüsse beziehungsweise Erteilung von Wertpapierorders oder durch sonstige Täuschungshandlungen auf den Börsenkurs eingewirkt wird. Handlungsgestützte liegt vor, wenn der Kurs durch eine tatsächliche Veränderung seines inneren Werts manipuliert wird. Beispiel ist ein US-Pharmaunternehmen, bei welchem ein Mitarbeiter Arzneimittel vergiftete, um den nach Veröffentlichung dieser Vergiftung eintretenden Kurssturz für eigene Aktienverkaufsoptionen auszunutzen.

## Rechtsfragen
§ 20a WpHG a. F. enthielt eine Legaldefinition, wonach der Tatbestand der Marktmanipulation erfüllt war, wenn jemand unrichtige oder irreführende Angaben über Umstände macht, die für die Bewertung eines Finanzinstruments erheblich sind, oder solche Umstände entgegen bestehenden Rechtsvorschriften verschweigt, wenn die Angaben oder das Verschweigen geeignet sind, auf den inländischen Börsen- oder Marktpreis eines Finanzinstruments einzuwirken. Auch wenn Geschäfte vorgenommen oder Kauf- oder Verkaufsaufträge erteilt werden, die geeignet sind, falsche oder irreführende Signale für das Angebot, die Nachfrage oder den Börsen- oder Marktpreis von Finanzinstrumenten zu geben oder ein künstliches Preisniveau herbeizuführen oder sonstige Täuschungshandlungen vorgenommen werden, die geeignet sind, auf den inländischen Börsen- oder Marktpreis eines Finanzinstruments oder auf den Preis eines Finanzinstruments einzuwirken, lag Marktmanipulation vor. Dies galt nicht nur für Finanzinstrumente, sondern auch für Waren, Emissionsberechtigungen und Devisen.
Der Begriff „Marktmanipulation“ wird in Art. 12 MMVO umfassend definiert und unterscheidet sich nicht wesentlich von der Definition in § 20a WpHG a. F. Zulässig bleibt die Kurspflege durch Market-Maker und Designated Sponsoren als „zulässige Marktpraxis“ nach Art. 13 MMVO.
Der Tatbestand des Kapitalanlagebetruges (§ 264a StGB) will den Anlegerschutz verbessern und die Fälle strafrechtlich erfassen, in denen andere durch täuschende Angaben zur Anlage ihres Geldes veranlasst werden sollen. Die Vorschrift dient nicht nur dem individuellen Vermögensschutz, sondern auch dem Schutz des Vertrauens in die Redlichkeit des Kapitalmarktes, dessen Funktionsfähigkeit für die Wirtschaftsordnung von wesentlicher Bedeutung ist.

## Arten der Marktmanipulation

### Aktienspam
Unter Aktienspam versteht man den massenhaften Versand von E-Mails (Spam) mit Werbung für eine Aktie, um deren Kurs in die Höhe zu treiben. Diese Praxis widerspricht auch Ziffer 7 des Pressekodex, der regelt, „dass redaktionelle Veröffentlichungen nicht durch private oder geschäftliche Interessen Dritter oder durch persönliche wirtschaftliche Interessen der Journalistinnen und Journalisten beeinflusst werden“ dürfen.

### Cornering
Cornering bedeutet einen möglichst restlosten Aufkauf von Warengruppen oder Aktiengattungen, um durch die entstehende Marktenge den Preis zu bestimmen. So trieben die Gebrüder Hunt bei ihrer Silberspekulation den Silberpreis von 2 auf 50 US-Dollar, indem sie den Markt leer kauften.

### Scalping
Unter Scalping (englisch to scalp, „skalpieren, das Fell über die Ohren ziehen“), auch Pump and Dump, versteht man eine Strategie von Fondsmanagern, Herausgebern von Börsenbriefen, Wirtschaftsjournalisten und anderen umgangssprachlich bisweilen „Börsengurus“ genannter Personen, zu einem günstigen Kurs marktenge Aktien meist kleiner Unternehmen zu kaufen und anschließend gezielt positive Meldungen über das Wertpapier auszustreuen und es in der Öffentlichkeit zum Kauf zu empfehlen.

### Wash Trade
Bei einem Wash Trade kauft und verkauft ein Investor gleichzeitig dasselbe Finanzinstrument.

### Kunstmarktmanipulation
Neben Aktien und Rohstoffen (Commodities) werden zunehmend auch Kunstwerke als Anlage- und Spekulationsobjekte angesehen, so dass es in diesem Bereich ebenfalls zu Manipulationen kommt. Die Preisbildung auf dem Kunstmarkt orientiert sich maßgeblich an erzielten Auktionszuschlägen, die über marktbekannte Datenbanken abgerufen werden können. Es sind Fälle bekannt, in denen die Zuschlagspreise für Werke bestimmter Künstler durch Strohmänner nach oben getrieben wurden. Aufgrund solcher Zuschläge entstehen bei anderen Marktteilnehmern zwangsläufig falsche Wertvorstellungen, was zu überhöhten Preisen führt. Auf diese Weise gelang es beispielsweise dem Kunsthändler Tom Sack, hunderte selbst gemalte (und an sich wertlose) Bilder auf dem Kunstmarkt abzusetzen und einen Schaden von rund einer Million Euro zu verursachen.

## Wirtschaftliche Aspekte
Marktmanipulationen sind geeignet, die betroffenen Märkte temporär von ihrer Marktentwicklung abzubringen. Sie sind nur kurzfristig möglich, behindern jedoch nicht die legale langfristige Marktentwicklung. Falsch oder irreführend sind Signale, wenn sie über die wirkliche Marktlage (Angebot, Nachfrage, Marktpreis) ein unzutreffendes Bild abgeben. Aus ökonomischer Sicht führen Marktmanipulationen zu Ineffizienzen, die besonders bei Unsicherheiten über den wahren Wert von Handelsobjekten entstehen.

## International
Art. 12 der Marktmissbrauchsverordnung regelt die Tatbestandsvoraussetzungen der Marktmanipulation auf europarechtlicher Ebene einheitlich für alle EU-Mitgliedstaaten. Für besonders schwere Formen der Marktmanipulation sieht Art. 5 in Verbindung mit Art. 7f Richtlinie 2014/57/EU vom 16. April 2014 über strafrechtliche Sanktionen bei Marktmanipulation (Market Abuse Direction II) gerichtliche Strafsanktionen vor, die von den EU-Mitgliedstaaten umzusetzen sind.
Österreich
Diesen Vorgaben folgend hat Österreich ein zweigliedriges Sanktionssystem für Marktmanipulation etabliert: § 48c BörseG regelt die verwaltungsrechtliche Sanktionierung „normaler“ Marktmanipulation (Geldstrafe bis 5 Millionen Euro bzw. dreifache Summe des gezogenen Nutzens), § 48n BörseG die gerichtliche Strafbarkeit besonders schwerer Formen von Marktmanipulation (Freiheitsstrafe 6 Monate bis 5 Jahre). Zuständig für die Verfolgung von Marktmanipulation ist weiterhin primär die Finanzmarktaufsichtsbehörde, im Bereich des Strafrechts die Gerichtsbehörden.
Schweiz
In der Schweiz sind die Regelungsgegenstände der MMVO nicht in einem separaten Regelwerk enthalten. Insiderhandel und Marktmanipulation werden gemäß FinfraG als aufsichtsrechtlich unzulässige Verhaltensweisen sanktioniert bzw. unter Strafe gestellt. Nach Art. 154 FinfraG wird bestraft, wer als Organ oder Mitglied eines Leitungs- oder Aufsichtsorgans eines Emittenten oder einer den Emittenten beherrschenden oder von ihm beherrschten Gesellschaft oder als eine Person, die aufgrund ihrer Beteiligung oder aufgrund ihrer Tätigkeit bestimmungsgemäß Zugang zu Insiderinformationen hat, sich oder einem anderen einen Vermögensvorteil verschafft, indem er eine Insiderinformation dazu ausnützt, Effekten, die an einem Handelsplatz in der Schweiz zum Handel zugelassen sind, zu erwerben, zu veräußern oder daraus abgeleitete Derivate einzusetzen, einem anderen mitteilt oder dazu ausnützt, einem anderen eine Empfehlung zum Erwerb oder zur Veräußerung von Effekten, die an einem Handelsplatz in der Schweiz zum Handel zugelassen sind, oder zum Einsatz von daraus abgeleiteten Derivaten abzugeben. Art. 155 FinfraG stellt die Kursmanipulation unter Strafe.